# Joaquín Otero Bárcena de la Concha
Joaquín Otero Bárcena de la Concha (Santiago de Compostela, 21 de abril de 1874-Madrid, 6 de abril de 1956). Abogado y político español que fue gobernador civil de Huesca, Zaragoza y Ciudad Real.

## Reseña biográfica
Nació el 21 de abril de 1874 en la localidad de Santiago de Compostela en el seno de una familia noble. Su padres fueron Joaquín Agustín Otero Mariño, señor del Pazo de Bouza en Valga (Pontevedra), señor de la casa de Otero en Santa Eugenia de Riveira (La Coruña), y señor de las islas de Sálvora, Vionta y Noro (Ría de Arosa) y Concepción Bárcena de la Concha. Heredó estos dos últimos títulos de su padre. 
Estudió derecho en la Universidad de Santiago de Compostela, y se destacó como político durante el reinado de Alfonso XIII, llegando a ser gobernador civil de Huesca (del 4 de julio al 30 de octubre de 1913 y del 12 de diciembre al 16 de diciembre de 1922), Zaragoza y Ciudad Real. Fue nombrado diputado provincial el 10 de marzo de 1907, y gentilhombre de cámara con ejercicio del rey Alfonso XIII.